# Micrathyria catenata
Micrathyria catenata – gatunek ważki z rodziny ważkowatych (Libellulidae). Występuje na terenie Ameryki Południowej i Karaibów.